# NGC 6164
NGC 6164 und NGC 6165 bezeichnen die beiden hellen Strahlungskeulen eines 6,7 mag hellen bipolaren Emissionsnebels im Sternbild Winkelmaß, der etwa 1200 Parsec von der Erde entfernt ist. Er wurde am 1. Juli 1834 von John Herschel mit einem 18-Zoll-Spiegelteleskop entdeckt, der dabei „Neb violently suspected immediately preceding a double star“ notierte.
Nach Forschungsergebnissen aus dem Jahr 2024 ist der Nebel aus einem Dreifachsternsystem entstanden, als zwei Sterne davon vor einigen tausend Jahren miteinander verschmolzen sind. Die beiden verbliebenen sehr heißen Sterne der Spektralklasse O umkreisen sich mit einer Umlaufzeit von etwa 26 Jahren; ihre Ultraviolettstrahlung ionisiert den Nebel und bringt ihn zum Leuchten.

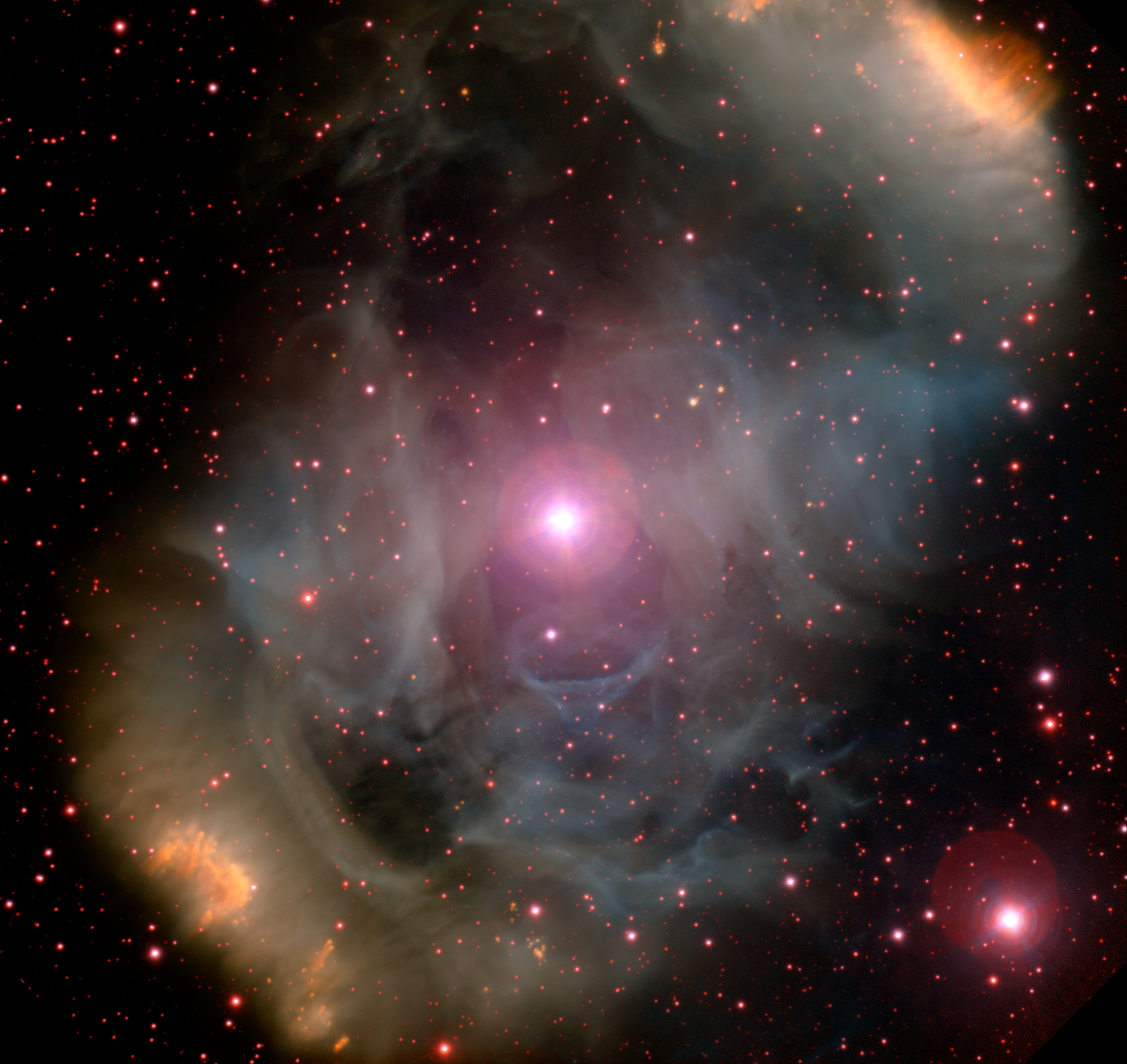
Detaillierte Aufnahme der engeren Umgebung mithilfe des 8 Meter durchmessenden Gemini-Teleskop (Süd)
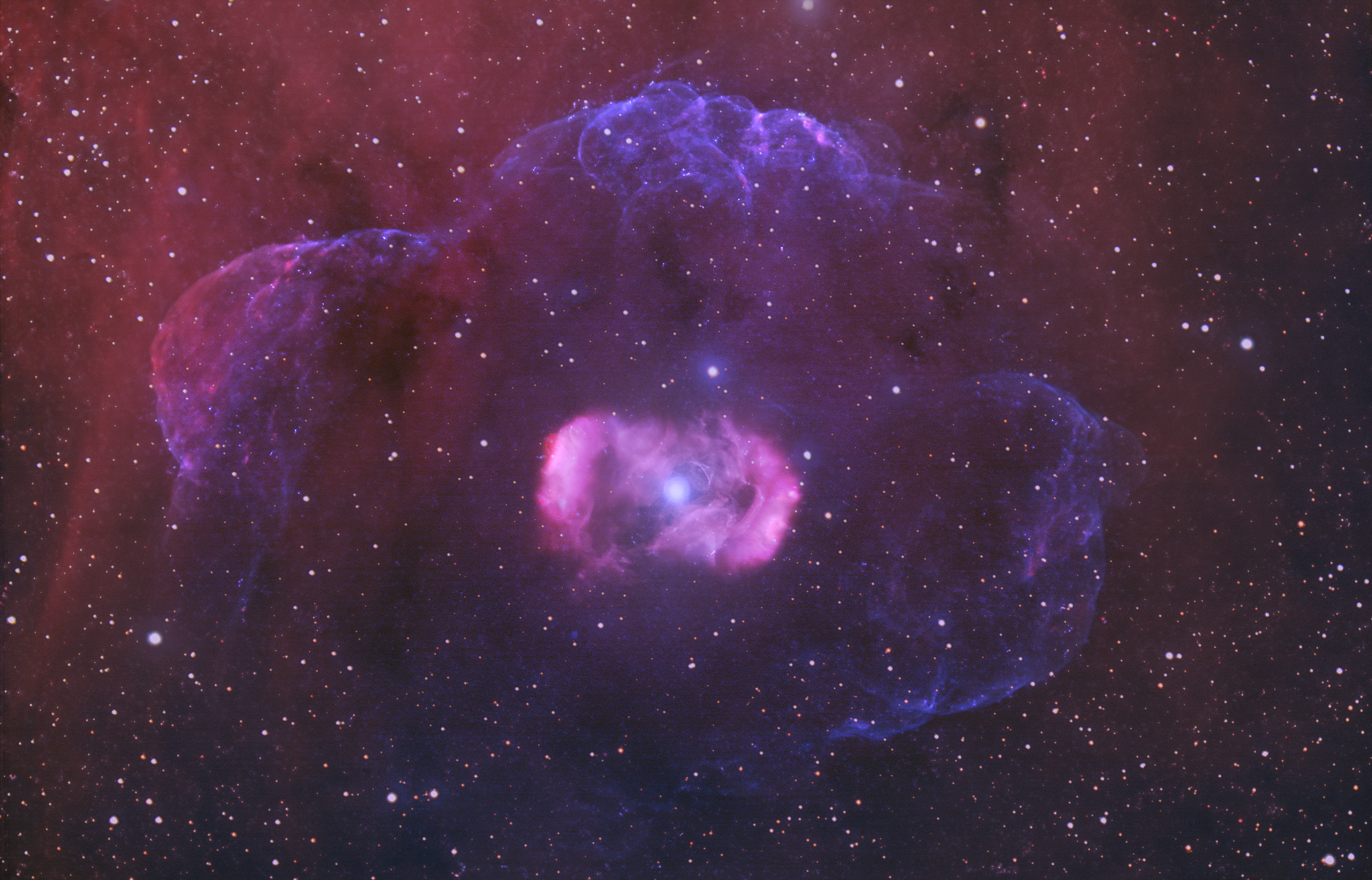
Aufnahme der weiter außen liegenden Hülle aus ionisierten Sauerstoff